# GK Persei
GK Persei (GK Per) es una estrella en la constelación de Perseo y una de las novas mejor conocidas. Se encuentra en la región entre Algol (β Persei) y Mirfak (α Persei). En condiciones normales su magnitud aparente es +13,1.
Conocida también como Nova Persei 1901, fue descubierta el 21 de febrero de 1901 cuando alcanzó un máximo de magnitud +0,2, rivalizando con Vega (α Lyrae). Aumentó su luminosidad unas 10 000 veces en solo dos días. Se fue apagando hasta magnitud 2 seis días después, y hasta magnitud 6 dos semanas más tarde. A partir de ahí empezó a oscilar durante varios meses, disminuyendo su brillo hasta que ya no fue visible a simple vista. La nova volvió a su brillo normal (magnitud +13) después de once años. Desde 1966 hasta la actualidad, GK Persei ha mostrado estallidos recurrentes de 3 magnitudes cada 3 o 4 años.
GK Persei es una estrella binaria y una nova inusual. Las dos componentes están relativamente alejadas, lo que hace difícil la cesión de materia de la estrella principal a la enana blanca. Se piensa que la estrella principal, de tipo espectral K2, está próxima a abandonar la secuencia principal aumentando significativamente su diámetro.
Después de la explosión como nova clásica en 1901, GK Persei ha empezado a mostrar características propias de una variable cataclísmica de tipo nova enana a partir de 1966.
El descubrimiento de rayos X emitidos por el sistema ha permitido clasificar GK Persei como una estrella DQ Herculis, en función de la intensidad del campo magnético de la enana blanca.

## Cultura popular
- GK Persei es la nova que aparece mencionada al final del relato Más allá del muro del sueño del escritor H. P. Lovecraft.[5]